# Zodion dibaphum
Zodion dibaphum är en tvåvingeart som beskrevs av Krober 1915. Zodion dibaphum ingår i släktet Zodion och familjen stekelflugor. Inga underarter finns listade i Catalogue of Life.